# Ильина, Нина Александровна
Нина Александровна Ильина (укр. Ніна Олександрівна Ільїна; род. 30 августа 1951, Киев) — советская и украинская киноактриса, общественный деятель. Заслуженная артистка Украины (2000). Президент Международного фестиваля актёров кино «Стожары». Генеральный директор актёрского агентства Национального Союза кинематографистов Украины «Гильдия киноактёров».

## Биография
- Родилась 30 августа 1951 в Киеве.
- 1968 — окончила среднюю школу № 108 города Киева.
- 1958—1968 — училась в студии художественного слова Киевского дворца пионеров.
- 1968—1972 — Всесоюзный Государственный институт кинематографии г. Москва — актёрский факультет (специальность — актёр драмы и кино, диплом с отличием), специальный курс — украинская мастерская по заказу Министерства культуры Украинской ССР под руководством Народного артиста СССР В. Белокурова. Среди её сокурсников Галина Логинова, Ирина Шевчук, Людмила Ефименко, Виктор Демерташ, Сергей Свечников, Георгий Дворников, Сергей Мартынов, Лариса Вадько, Галина Орлова, Николай Сектименко, Андрей Праченко, а также Владимир Ткалич
- 1972—2006 — актриса театра-студии киноактёра Киевской киностудии художественных фильмов имени А. П. Довженко.
- с 1977 года — член Союза кинематографистов Украины.
- 1989—1999 — президент Профессиональной гильдии киноактёров Украины.
- с 1995 — автор, продюсер, генеральный директор и президент Международного фестиваля актёров кино «Стожары» в Киеве.
- с 1999 — генеральный директор актёрского агентства НСКУ «Гильдия киноактёров», Киев.
- 2009—2012 — заведующая кафедрой театрального искусства Института телевидения кино и театра КиМУ.
- 2010—2018 — профессор, директор Института телевидения кино и театра КиМУ.
- 2018—2021 — профессор, директор Института театрального искусства КиМУ.
- с 1 октября 2021 — профессор кафедры Сценического искусства Института театрального и музыкального искусства КиМУ.
- с 2018 — член Ukrainian Film Academy (UFA).

## Главный творческий авторский проект
Международный фестиваль актёров кино «Стожары», который проходил в Киеве один раз в два года — (биеннале). Нина Ильина — президент, генеральный директор, продюсер, автор: 1995, 1997, 1999, 2003, 2005 годы.

## Почетные звания и награды
- 1976 — Почётная Грамота Президиума Верховного Совета Белорусской ССР
- 1981 — Медаль «За трудовое отличие»
- 2000 — Заслуженная артистка Украины
- 2003 — Орден Нестора Летописца (УПЦ)
- 2006 — Почётная грамота Верховной Рады Украины (За особые заслуги перед украинским народом)

## Фильмография
| п/№ | год       | название фильма                                                            | режиссёр                 | роль                                                 | студия                                             |
| --- | --------- | -------------------------------------------------------------------------- | ------------------------ | ---------------------------------------------------- | -------------------------------------------------- |
| 1   | 1965      | Умные вещи                                                                 | Суярко Ю.                | Дочь барина                                          | Укртелефильм                                       |
| 2   | 1972      | Гонщики                                                                    | Масленников И.           | Светочка                                             | Ленфильм                                           |
| 3   | 1972      | Игра                                                                       | Макарычев Л.             | Зоя Васильевна - учительница                         | Ленфильм                                           |
| 4   | 1973      | Лавры                                                                      | Горпенко В.              | Зина                                                 | Киностудия имени А. Довженко                       |
| 5   | 1973      | Возле этих окон                                                            | Бакаев Х.                | Аня                                                  | Мосфильм                                           |
| 6   | 1973      | Ни пуха, ни пера!                                                          | Иванов В.                | Галя                                                 | Киностудия имени А. Довженко                       |
| 7   | 1974      | Без права на ошибку                                                        | Файнциммер А.            | Юля Жемарина                                         | Мосфильм                                           |
| 8   | 1974      | Рождённая революцией                                                       | Кохан Г.                 | Муська                                               | Киностудия имени А. Довженко                       |
| 9   | 1974      | Личная жизнь                                                               | Довгань В.               | Лиза                                                 | Киностудия имени А. Довженко                       |
| 10  | 1974      | Юркины рассветы                                                            | Ильинский Н.             | Зина                                                 | Киностудия имени А. Довженко                       |
| 11  | 1974—1976 | Дума о Ковпаке                                                             | Левчук Т.                | Оля                                                  | Киностудия имени А. Довженко                       |
| 12  | 1975      | Капитан Немо                                                               | Левин В.                 | Девушка с зелёными глазами                           | Одесская киностудия                                |
| 13  | 1975      | Голубка                                                                    | Назаров В.               | Маша                                                 | Мосфильм                                           |
| 14  | 1975      | Весна двадцать девятого                                                    | Юнгвальд-Хилькевич Г.    | Анка                                                 | Одесская киностудия                                |
| 15  | 1976      | Вы Петьку не видели?                                                       | Попов В.                 | Валентина                                            | Киностудия имени А. Довженко                       |
| 16  | 1977      | Солдатки                                                                   | Козачков В.              | Феня Лавриненко                                      | Одесская киностудия                                |
| 17  | 1978      | Подпольный обком действует                                                 | Буковский А.             | Леся Бодько                                          | Киностудия имени А. Довженко                       |
| 18  | 1978      | Сказка как сказка                                                          | Бийма О.                 | Добрая Фея                                           | Укртелефильм                                       |
| 19  | 1978      | Алмазная тропа                                                             | Хмельницкий В.           | Вера Лесун                                           | Киевнаучфильм Интер-Альянс фильм ГмбХ              |
| 20  | 1978      | Сочинение на вольную тему                                                  | Гальперин Е.             | Учительница пения главная женская роль               | Киностудия имени А. Довженко                       |
| 21  | 1978      | Накануне премьеры                                                          | Гойда О.                 | Актриса в роли Агафьи Тихоновны из «Женитьбы» Гоголя | Киностудия имени А. Довженко                       |
| 22  | 1979      | Перстень с бриллиантом                                                     | Суярко Ю.                | Клава                                                | Укртелефильм                                       |
| 23  | 1979      | Вечерницы                                                                  | Суярко Ю.                | Приська                                              | Укртелефильм                                       |
| 24  | 1980      | Платон мне друг                                                            | Шкурин В.                | Тоня                                                 | Киностудия имени А. Довженко                       |
| 25  | 1980      | Киевские встречи                                                           | Сергейчикова С. Жилко В. | подруга                                              | Киностудия имени А. Довженко                       |
| 25  | 1980      | Копилка                                                                    | Савельев В. Григорьев М. | Рози                                                 | Киностудия имени А. Довженко                       |
| 27  | 1980      | Берём всё на себя                                                          | Шерстобитов Е.           | Девушка Фёдора                                       | Киностудия имени А. Довженко                       |
| 28  | 1980      | Мужество                                                                   | Савченко Б.              | Катя Ставрова                                        | Киностудия имени А. Довженко                       |
| 29  | 1982      | Трест, который лопнул                                                      | Павловский А.            | Губернаторша                                         | Одесская киностудия                                |
| 30  | 1982      | Улыбки Нечипоровки                                                         | Бийма О.                 | Многодетная мать                                     | Укртелефильм                                       |
| 31  | 1982      | Сто первый                                                                 | Костроменко В.           | Валентина                                            | Одесская киностудия                                |
| 32  | 1985      | Свидание на Млечном пути                                                   | Стрейч Я.                | Аня                                                  | Рижская киностудия                                 |
| 33  | 1987      | Случай из газетной практики                                                | Литус Н.                 | Рената                                               | Киностудия имени А. Довженко и Гостелерадио        |
| 34  | 1988      | Как мужчины о женщинах говорили                                            | Витер В.                 | Помощница чёрта                                      | Укртелефильм                                       |
| 35  | 1989      | Трудно быть богом                                                          | Фляйшман П.              | Сиула                                                | Киностудия имени А. Довженко Hallelujah Films      |
| 36  | 1989      | Небылицы про Ивана                                                         | Ивченко Б.               | Попадья                                              | Киностудия имени А. Довженко                       |
| 37  | 1990      | Возвращение из пустыни                                                     | Бернхард Стефан          | Переводчик                                           | Германия (ГДР) Алжир, киностудия DEFA и ENRA Алжир |
| 38  | 1991      | И чёрт с нами!                                                             | Павловский А.            | Марго, артистка                                      | Одесская киностудия                                |
| 39  | 1991      | Подарок на именины                                                         | Осыка Л.                 | Мария, бывшая подпольщица                            | Киностудия имени А. Довженко                       |
| 40  | 1991      | Убить «Шакала»                                                             | Кохан Г.                 | Официантка                                           | Киностудия имени А. Довженко                       |
| 41  | 1994      | Жених из Майами                                                            | Эйрамджан А.             | Ниночка                                              | «Новый Одеон» к/с Эйрамджана А.                    |
| 42  | 2003      | Завтра будет завтра (13 серий)                                             | Демьяненко А.            | Начальница женской колонии                           | Новый канал                                        |
| 43  | 2007      | Когда её совсем не ждёшь                                                   | Магар Т.                 | Горничная                                            | Star Media                                         |
| 44  | 2010      | «Бизнес по-русски» (сериал «Возвращение Мухтара», 5 сезон, 93 (363) серия) |                          | Грошева                                              | НТВ                                                |
| 45  | 2010      | Маршрут милосердия (телесериал)                                            | Бата Недич               | Анна Петровна                                        | Киевтелефильм-Мостелефильм                         |
| 46  | 2011      | «Злоумышленник» (сериал «Возвращение Мухтара» 7 сезон, 1 серия             |                          | Милена                                               | НТВ                                                |
| 47  | 2014      | Личное дело (сериал)                                                       |                          | Мать Велесовой                                       | FILM UA                                            |
| 48  | 2014      | «Жизненные истории» телепрограмма                                          | Василь Зверев            | Нина Ильина                                          | Телеканал Киев                                     |
| 49  | 2016      | «День Ангела» телепрограмма                                                | Илья Ноябрёв             | Нина Ильина                                          | ТРК «ЭРА»                                          |
| 50  | 2019      | «Портрет актрисы в интерьере времени» документальный телефильм             | Людмила Михалевич        | Нина Ильина                                          | ТРК «Глас»                                         |
| 51  | 2020      | Вещественные доказательства сериал. Серия «Подарок судьбы»                 |                          | Сотникова гл. роль следователь                       | Інтер                                              |
| 52  | 2021      | «Наедине со всеми» телепрограмма                                           | Валентина Прядченко      | Нина Ильина                                          | ТРК Юг Бердянск                                    |